# Флоренц Вос Вејда
Флоренц Вос Вејда је холандска глумица.

## Филмографија
- 2015 — Ventoux[3]
- 2016 — Renesse[4]
- 2016 Weemoedt — ТВ серија, Клаудија[5]
- 2016 Fractie — ксометражен, Джулија
- 2015—2017 SpangaS — Жулијет
- 2017 Flikken Rotterdam — ТВ серија, Сани ван Велден